# جون فيرجيل سينغلتون جونيور
جون فيرجيل سينغلتون جونيور (بالإنجليزية: John Virgil Singleton, Jr.)‏ هو قاضي ومحامي أمريكي، ولد في 20 مارس 1918 في كوفمان في الولايات المتحدة، وتوفي في 20 مارس 2015 في هيوستن في الولايات المتحدة.